# Corbel (phông chữ)
Corbel là một phông chữ sans-serif phong cách nhân văn được thiết kế bởi Jeremy Tankard cho Microsoft và được phát hành cho người tiêu dùng vào năm 2007. Nó là một phần của bộ phông chữ ClearType, một bộ phông chữ từ các nhà thiết kế khác nhau được phát hành cùng với Windows Vista. Tất cả đều có tên bắt đầu bằng chữ C để phản ánh rằng chúng được thiết kế để hoạt động tốt với hệ thống kết xuất văn bản ClearType của Microsoft, một công cụ kết xuất văn bản được thiết kế để làm cho văn bản rõ ràng hơn để đọc trên màn hình tinh thể lỏng. Các phông chữ khác trong cùng nhóm là Calibri, Cambria, Candara, Consolas và Constantia.

## Thiết kế
Đã một thời gian dài được sử dụng, Corbel được mô tả là "được thiết kế để mang lại một giao diện gọn gàng, sạch sẽ trên màn hình. Các mẫu chữ mở với những đường cong mềm mại, uyển chuyển. Nó dễ đọc và rõ ràng ở kích thước nhỏ. Ở kích thước lớn hơn, chi tiết và kiểu dáng của các ký tự rõ ràng hơn." Kiểu chữ nghiêng chịu nhiều ảnh hưởng từ phông chữ serif và phông chữ thư pháp, với nhiều chữ cái có đuôi hướng về bên phải. Nhiều khía cạnh trong thiết kế của nó tương tự như Calibri và Candara, đều có thiết kế sans-serif phong cách nhân văn, nó hơi đậm hơn thường. Nhà thiết kế phông chữ Raph Levien đã nhận xét nó ở Typographica, mô tả nó giống với Frutiger. Tankard đã nói lên mục tiêu của mình trong thiết kế của nhóm phông chữ: "Tôi muốn loại bỏ loại phông chữ i-dot sans tròn trịa mà ta đã thấy gần đây. Ít nằm sát nhau hơn, các ký tự đứng thẳng hơn. Tôi muốn chữ nghiêng phải có tính biểu cảm, không phải là chữ xiên."
Theo mặc định, Corbel hiển thị các số dưới dạng các số liệu văn bản (kiểu cũ hoặc chữ số viết thường), được ưu tiên để tích hợp các số liệu vào văn bản đang hiển thị. Đây là một lựa chọn không phổ biến ở các phông chữ sans-serif, đặc biệt là những phông chữ được thiết kế để hiển thị trên màn hình, nhưng một số phông chữ ClearType khác cũng làm cho nó trở thành tùy chọn mặc định, các số liệu lót có thể được áp dụng bằng cách sử dụng menu thay thế theo phong cách OpenType hoặc CSS font-variant-numeric:lining-nums. Các số liệu văn bản cũng được tìm thấy trong phông chữ serif Georgia của Microsoft.

## Phát hành
Nó được phân phối với Microsoft Excel Viewer, Microsoft PowerPoint Viewer, Microsoft Office Compatibility Pack cho Microsoft Windows và Open XML File Format Converter cho macOS.
Nó không có sẵn dưới dạng phần mềm miễn phí, vì vậy để sử dụng ở các hệ điều hành khác, chẳng hạn như Linux, sử dụng đa nền tảng và sử dụng web, ta phải được cấp phép và được bán bởi Ascender Corporation.